# Periscyphops humilis
Periscyphops humilis är en kräftdjursart som beskrevs av Giovanni Arcangeli 1950. Periscyphops humilis ingår i släktet Periscyphops, och familjen Eubelidae. Inga underarter finns listade.